# دار المعلمين العليا
 دار المعلمين العليا هو معهد تعليم عالي يقع في تونس العاصمة ويتبع إدارياً جامعة تونس. وتعتبر دار المعلمين العليا النواة الأولى للتعليم الابتدائي والثانوي والعالي فيما بعد في تونس. تشبه دار المعلمين من ناحية التنظيم إلى مدرستي الأساتذة العليا بباريس وليون.

## تاريخ تأسيسها
يرجع تأسيس مدرسة ترشيح المعلمين بتونس إلى سنة 1884م، أي بعد انتصاب الحماية الفرنسية على الإيالة التونسية بثلاث سنوات، في عهد علي باي الذي من أجله سميت المدرسة الجديدة ” المعهد العلوي” مثلما سميت ” المدرسة الصادقية” باسم الصادق باي قبله.
ولم يكن “المعهد العلوي” معهدا للتعليم الثانوي بالمعنى المعروف بل كان مجرد اسم يطلق على مدرسة ترشيح المعلمين أو “دار المعلمين” إذ كانت مهمته تتمثل في تكوين التلاميذ تكوينا علميا وبيداغوجيا يمكنهم من ممارسة مهنة التعليم على الوجه المرضي مند البداية.
فتاريخ مدرسة ترشيح المعلمين هو في الحقيقة تاريخ المعهد العلوي مند تأسيسها إلى سنة 1909م؛ سنة انفصال أقسام التعليم الثانوي عن المدرسة الأم انفصالا تاما حتمته الضرورة مكن دار المعلمين من التخصص في الميدان الذي أنشئت من أجله ألا وهو امداد المدارس الابتدائية بما تحتاجه من معلمين أكفاء، في المدن والأرياف، يدرسون بالعربية أو الفرنسية أو اللغتين معا.

## مراحل تطورها

### من سنة 1884مإلى 1908م:
أقيمت مدرسة ترشيح المعلمين على ربوة القرجاني في محلات شرع في بنائها حوالي سنة 1843م بإشارة من أحد المثقفين التونسيين في القرن التاسع عشر وهو الشيخ محمد بن ملوكة الذي أراد أن يجعل منها مدرسة تؤوي طلاب العلم يقيمون في بيوتها مدة دراستهم بجامع الزيتونة.
إلا أن البناء لم يتم، وبقيت المحلات في حالة لم تسمح باستعمالها إلى أن قررت حكومة علي باي وضعها تحت تصرف إدارة التعليم العمومي لما فكرت في بعث مؤسسة مختصة لتكوين المعلمين لا تشبه المدرسة الصادقية ولا جامع الزيتونة ولا معهد سان شارل الذي سيسمى ” الليسي كارنو” فيما بعد.
وانطلقت الدروس في اليوم التاسع والعشرين من شهر أكتوبر سنة 1884م، في يوم مشهود، حضره رجال السلطة لتدشين المدرسة التي أحدثت لتنهض بالتعليم عن طريق تكوين المعلمين التكوين السليم.
وكانت المدرسة منذ البداية تتميز بطابع خاص يجسمه ضبط البرامج وأحكامها والحرص على سلامة التكوين وملاءمة التعليم لمقتضيات المهنة التي تنتظر خريجيها من التونسيين والفرنسيين كما تجسمه تلك اللحمة المتينة بين أقسام تكوين المعلمين وأقسام الفرع الابتدائي، وهذا ما يفسر  تركيب دار المعلمين وهيكلتها ابتداء من سنة 1885م: إذ نجدها تشتمل على مستويين اثنين: مستوى ثانوي لتكوين المعلمين ومستوى ابتدائي فصوله مجال فسيح لإعداد التلاميذ المعلمين وتدريبهم على طرق التدريس الصحيحة وأساليبه المتينة.
ومدير دار المعلمين كان وحده يتحمل مسؤولية الإشراف المباشر على المستويين: الثانوي والابتدائي، وهو دوما من رتبة أستاذ دار المعلمين ومن المحرزين على شهادة الكفاءة للتفقد ولإدارة دور المعلمين.
ومما زاد في أهمية الدار، وبالتالي في العناية بها، وجود إدارة التعليم العمومي في جوارها  بل تحت سقفها، فتوفرت لها إمكانات كثيرة ماديا وأدبيا، بشكل ساعد على نموها وتأصلها في ميدان تكوين المعلمين: فإحصائيات فيفري 1885 م، أي بعد أربعة أشهر من فتح المؤسسة تبين لنا أن عدد التلاميذ قد بلغ 92 موزعين كالآتي:
- 28 في التعليم الثانوي (تلامذة معلمون)
- 64 (تلامذة بالفرع الابتدائي) يضاف إليهم 103 في تعليم الكهول.
- وبعد أربع سنوات فقط – في سنة 1889م- يرتفع العدد إلى 122 تلميذا بالنسبة إلى التعليم الثانوي، وإلى 315 بالنسبة إلى الفرع الابتدائي.

وهذا التزايد المطرد في عدد التلاميذ في المستويين الابتدائي والثانوي جعل من الحتمي تقسيم المسؤوليات وتوضح الحدود الفاصلة بين التعليم الثانوي من جهة والتعليم الترشيحي  والابتدائي من جهة أخرى، فكان قرار الفصل بين دار المعليمن وأقسام التعليم الثانوي التي نقلت إلى محل جديد بني خصيصا  غير بعديد عن ربوة القرجاني في نهج الطاهر الحداد (نهج آرل سابقا) ونقل معها الاسم المعروف ” المعهد العلوي” سنة 1909م وبقيت دار المعلمين في بنايتها الحالية التي وقع توسيعها على مراحل متتابعة إلى أن اتخذت شكلها النهائي الذي تعرف به اليوم.

### من سنة 1909مإلى 1939م:
بداية من سنة الانفصال 1908/ 1909م وحتى اندلاع الحرب العالمية الثانية سنة 1939م وقع تنظيم المؤسسة على غرار ما كان معمولا به في مدار ترشيح المعلمين بفرنسا من حيث البرامج المطبقة ومدة الدراسة وحجم الساعات المقرر للدروس والنظام الداخلي.
وكانت الدار طوال هذه الفترة في شبه استقرار من حيث طاقة استيعابها.
وهي تشتمل على:
- قسم اللغة الفرنسية: قوامه ثلاثة فصول، يعد الواحد منها 25 تلميذا معلما، جلهم من الفرنسيين، بحساب فصل لكل سنة، فيكون مجموع تلاميذ المدرسة في هذا المستوى 75.
- قسم اللغة العربية : قوامه كذلك ثلاثة فصول، يعد الواحد منها حوالي 8 تلاميذ مدرسين (élèves-mouderres) بحيث يكون المجموع في هذا المستوى حوالي 24 كلهم من التونسيين.
- أما الدراسة فكانت تتوج، بعد ثلاث سنوات، بالحصــول على المؤهــل العـــالي (Brevet supérieur) وشهادة ختم الدروس الترشيحية.
- فرع ابتدائي : (بأقسامه التسعة غالبا) يكون مجالا مناسبا لتربص معمق يسمح للتلاميذ المعلمين بالوقوف على مميزات تعليم الصغار، واكتساب دربة كافية على ممارسة التدريس وفق طرق وأساليب أكدت التجربة نجاعتها.

### من سنة 1939مإلى 1946م:
بعد اندلاع الحرب العالمية الثانية وتغير الحكم في فرنسا بانتصاب ما سمي بنظام ” فيشي” الموالي لألمانيا، وقعت إعادة النظر في النظام التربوي الفرنسي مما  أدى إلى حذف مدارس الترشيح وتعويضها بمعاهد التكوين المهني (البيداغوجي). وكان من الطبيعي أن تلقى دار المعلمين بتونس نفس المصير بحكم تبعية البلاد التونسية آنذاك لفرنسا. فلم يبق منها سوى نواة تحمل التسمية الجديدة وتتركب من قسمين: القسم الأول لتكوين التلاميذ المعلمين باللغة الفرنسية والقسم الثاني لتكوينهم باللغتين، لكن بعنوان قسم اللغة العربية، وبناء على هذا الوضع الذي تجسم فيه حذف دار المعلمين كمؤسسة مستقلة، وضعت بناية القرجاني تحت تصرف المعهد العلوي فجعلها مبيتا لتلاميذه.
ودام هذا الوضع إلى موفى السنة الدراسية 1945م-1946م.

### من سنة 1946مإلى 1956م:
في غرة أكتوبر 1946م عادت دار المعلمين تدريجيا إلى سالف نشاطها وبعد انقطاع دام خمس سنوات، عادت إليها الحركة من جديد فأعيد تنظيمها على نحو زاد في نجاعة التكوين واستجاب بصورة أوسع لمتطلبات التعليم الابتدائي وحاجاته في تلك الفترة. وكان التنظيم للدراسة والتكوين فيها مركزا على:
- قسم اللغة الفرنسية: تدوم الدراسة الثانوية فيه ثلاث سنوات، وتفضي إلى الباكالوريا بجزئيها، وتتممها سنة رابعة يتلقى فيها الترشيحي تكوينا مهنيا (بيداغوجيا) مناسبا وتتوج بشهادة ختم التربص. ويكون انتداب التلاميذ المعلمين عن طريق مناظرة في مستوى السنة الرابعة من التعليم الثانوي، وجلهم من الفرنسيين.
- قسم اللغة العربية: ويتضمن شعبتين هما: شعبة “أ” لتكوين معلمي اللغتين العربية والفرنسية وشعبة “ب” لتكوين معلمي اللغة العربية.

تدوم الدراسة فيهما ثلاث سنوات تفضي إلى ” شهادة الدراسات العامة”، تليها سنة رابعة للتكوين المهني تتوج بشهادة ختم التربص. أما انتداب التلاميذ المعلمين فيقع عن طريق مناظرة في مستوى السنة الثالثة من التعليم الثانوي لا يتقدم إليها إلا التونسيون فقط.
- قسم خاص للتلاميذ المدربين: يقع إعدادهم لتعليم اللغة الدارجة بالمدارس الابتدائية الفرنسية.

وتزايد عدد التلاميذ في هذه الفترة بصورة ملحوظة فبلغ في سنة 1946م:  (35) وفي سنة 1951م (220) ثم استقر على ذلك تقريبا.
إلا أن هذا التزايد اقترن بترفيع ملحوظ في مستوى مناظرة الانتداب من جهة، وبتوسيع مجال التطبيق والتكوين البيداغوجي من جهة أخرى، إذ ألحقت بدار المعلمين ثلاث مدارس تطبيقية لمواجهة ما لم يعد في إمكان فرعها الابتدائي مواجهته، كما وضعت أقسام كثيرة بمدارس العاصمة تحت تصرف المكونين ومتربصيهم.
وفي نفس الفترة من 1951 إلى 1954م ، بنيت أجنحة جديدة (قاعات.. مراقد… إلخ..) لتمكين المؤسسة من استيعاب التلاميذ والمتربصين في ظروف طبيعية.
والجدير بالملاحظة، في هذه الفترة بالذات أن دار المعلمين، في أشخاص تلامذتها التونسيين وأساتذتهم، أصبحت معقلا من معاقل النضال الوطني والصمود رغم تشدد السلطة وما استعمل من ضغوط ووسائل ردع. وقد شارك الترشيحيون التونسيون وأساتذتهم مشاركة ملحوظة وفعالة في التحرك الوطني الشامل الذي انتهى بحصول تونس على استقلالها التام سنة 1956م.

### من سنة 1956مإلى 1973م:
مع الاستقلال واسترجاع مقومات السيادة التونسية أدخلت تغييرات جذرية على تنظيم دار المعلمين لجعلها تواكب مسيرة البلاد وتستجيب للحاجات الناتجة عن الوضع الجديد من ذلك اسناد إدارتها إلى أستاذ تونسي، وإعادة الاعتبار للغة العربية بتعزيز إطار التدريس وتونسته تدريجيا إلى حد أصبحت فيه، في ألسبعينيات كل المواد، بدون استثناء تدرس بلغة البلاد. شهدت المؤسّسة خلال هذه المرحلة طورين: طـور استقلال تامّ وانـفراد بالوجـود (1956-1959م) كانت خلاله مؤسّسة قائمة بذاتها، ثمّ طور اندمــاج نتج عن بعث كلّية العلوم الإنسانية و الإجتماعية وكلية العلوم للرياضيات و الفيزياء و الطبيعيات (انطلاقا من 1958م). وقد كان طلبة الدّار خلال هذه المرحلة يلتحقون بها عن طريق مناظرة بالملفّات ويمتزجون بزملائهم من طلبة الكلّيتيْن ويتلقّون تكوينًا إضافيا وخصوصيّا بدار المعلّمين العليا. وقد تخرّج منها عدد هامّ من الأساتذة والباحثين ومن الإطارات العليا للدولة. ومنها كذلك توسيع المدرسة ببناء جناح جديد سنة 1964م به المخابر وقاعات التدريس ونوادي الاختصاص ومكاتب الإدارة.. إلخ. وذلك لمواجهة عدد التلاميذ المعلمين المتزايد وتوفير ما يمكن توفيره من مرافق ومجالات نشاط لجعل الدراسة أكثر فائدة والتكوين أكثر نجاعة.
ونظرا إلى الدور الهام الذي كانت تلعبه دار المعلمين العليا، في مستوى التكوين المهني خاصة، فقد أوكل إليها أمر تنظيم التربص لكل التلاميذ الذين قد أنهوا دراستهم الثانوية في دور المعلمين الأخرى، باستثناء دار المعلمات بتونس، وفي المعاهد الثانوية التي لها شعب ترشيحية.
ولإنجاز هذه المهمة تم إحداث مراكز للتربص تابعة لها في صفاقس وسوسة ونابل وباجة وبنزرت وزغوان .
ويكفي أن نذكر فيما يتعلق بنمو الدار أن تلاميذها في سنة 1956-1957م كان لا يتجاوز 116 (55 تلميذا معلما في التكوين الأساسي و 61 متربصا في التكوين البيداغوجي) وان هذا العدد ارتفع، سنة الاحتفال بالذكرى المئوية سنة 1984. إلى 684 (346 تلميذا معلما من الجنسين في التكوين الأساسي و 304 متربصين في التكوين البيداغوجي – و 34 متربصة في الأشغال اليدوية)
ولم يفت دار المعلمين العليا ركب الخلق البيداغوجي وتطوير الوسائل والطرق والأساليب التربوية، فقد كانت وما تزال مخبرا بيداغوجيا، رغم الإمكانات المحدودة، يفيد المدرسة الابتدائية عن طريق اعداد المعلمين اعدادا صحيحا وعن طريق ما وفرته مجموعاتها البيداغوجية من وثائق وأجهزة تربوية ومؤلفات مدرسية يجد فيها المربون مال يفيدهم. كما لم يفتها ما للتربية اليدوية من قيمة في صقل المواهب وتهذيب النفوس وما لها من بعد تربوي. فوجهت عنايتها إلى تكوين المعلمين والمعلمات في الأشغال اليدوية في تربصات تدوم سنة دراسية كاملة وإلى اقحام التلاميذ المعلمين في نوادي الاختصاص المختلفة التي تسهم في تكوينهم بما يرجع بالنفع عليهم، عقلا وعاطفة وجسما. وفي إكسابهم من أنماط المهارات ما يرجع بالنفع على النشء الذي يتهيئون لتمل مسؤولية تكوينية في المدارس الابتدائية إيمانا من هذه المؤسسة العريقة بأن ما يبذل من جهد في الميدان التربوي.

### من سنة 1973مإلى 1982م:
استقلّت خلالها دار المعلّمين العليا بمقرّ خاصّ (43، نهج الحريّة – بوشوشة، باردو) وبقانون أساسي خاصّ يسمح لها بتنظيم تعليم جامعي كامل (من السّنة الأولى إلى الأستاذية على الأقل)، وأثمرت هذه المرحلة أيضا عددا هامّا من الإطارات التي اشتغلت، ولا تزال، بالتدريس في التعليميْن الثانوي والعالي وبالبحث، وأفادت منها قطاعات أخرى كالإدارة والقضاء والبنوك وغيرها.

### من سنة 1982مإلى 1991م:
انقسمت خلالها المؤسّسة الأمّ انقساما نقلت بمقتضاه التخصّصات الأدبية والإنسانية إلى سوسة (حيث تكوّنت مؤسّسة قائمة بذاتها سميّت دار المعلّمين العليا بسوسة) والتخصّصات العلميّة إلى بنزرت (حيث تكوّنت مؤسّسة مستقلّة سمّيت دار المعلّمين العليا ببنزرت) وأصبح الطلبة المنتدبون يخضعون لنظام التوجيه. ثمّ آلت هذه المرحلة إلى احتجاب دار المعلّمين العليا لحوالي ستّ سنوات.

### من سنة 1997مإلى 2005م:
تمّ خلالها بعث دار المعلّمين العليا على صورة جديدة وبإضافات ومكاسب بالغة الأهميّة، ذلك أنّه تمّ الحفاظ على أحد مبادئ التجربة الأولى وهو تمازج تلامذة الدّار بزملائهم من طلبة الكليّات والمعاهد العليا، وتمّ الحفاظ على مبدا إخضاع المنتسبين الجدد لمناظرة دخول، غير أنّ المناظرة أصبحت تتمّ على اثر شهادة المرحلة الأولى من التّعليم الجامعي، حرصا على انتداب طلبة متميّزين، كما أصبحت دار المعلّمين العليا تعدّ تلامذتها لمناظرة التبريز مباشرة، وهذه إضافة كبرى جاءت لتدعم المؤسّسة باعتبارها قطبا من أقطاب الامتياز في التعليم العالي بتونس.

### من سنة 2005م وما بعدها:
صدر قانون جديد تؤمن بمقتضاه دار المعلمين العليا التكوين الأساسي على عين المكان كلما توفر الإطار العلمي وتسلّم الشهائد وتنتدب أساتذة محاضرين وأساتذة وأساتذة مبرّزين لخمس سنوات قابلة للتجديد مرتين. ويقع التكوين الطلبة فيها لمدة 3 سنوات وذلك اثر نجاحهم في «مناظرة الدخول لدار المعلمين العليا» والتي تتم كل سنة. ويجتاز طلبة الآداب واللغات (العربية؛ الفرنسية والانقليزية) والعلوم الإنسانية (التاريخ؛ الجغرافيا والفلسفة) المناظرة (مناظرة كتابية وشفاهية) وذلك بعد نجاحهم في آخر السنة الثانية من تعليمهم العالي إما ضمن نظام أمد (مرحلة الإجازة التي تدوم 3 سنوات؛ مرحلة الماجستيرو التي تدوم على الأقل سنتين ومرحلة الدكتوراه التي تدوم على الأقل 3 سنوات) أو ضمن نظام المرحلة التحضيرية في الآداب واللغات والعلوم الإنسانية (مدتها سنتين) والتي تدرس في المعهد التحضيري للدراسات الأدبية و العلوم الانسانية بتونس بالنسبة للغات والعلوم الإنسانية و كلية الآداب و الفنون و الانسانيات بمنوبة بالنسبة للغات فقط. أما بالنسبة لطلبة العلوم الصحيحة (فيزياء ورياضيات) فيقع اختيار النخبة لاجتياز مناظرة شفاهية وذلك اثر نجاحهم في المناظرة الوطنية للدخول إلى مراحل تكوين المهندسين وذلك ضمن نظام المرحلة التحضيرية للعلوم الصحيحة (مرحلة تحضيرية فيزياء-كيمياء أو مرحلة تحضيرية رياضيات-فيزياء).

## الإختصاصات
- اللغة والآداب العربية
- اللغة والآداب الفرنسية
- اللغة والآداب الإنقليزية
- التاريخ
- الجغرافيا
- الفلسفة
- الفيزياء
- الرياضيات

## وصلات خارجية
- الموقع الرسمي لدار المعلمين العليا